# Pavel Pogrebnjak
Pavel Viktorovitj Pogrebnjak (ryska: Павел Викторович Погребняк), född 1983 i Moskva, är en rysk före detta fotbollsspelare.
Han har bland annat spelat för i Zenit St. Petersburg där han vann ryska ligan 2007 och UEFA-cupen 2007/2008, där han även vann skytteligan. Pogrebnjak missade EM 2008 på grund av skada.
Den 7 juli 2016 väckte Pogrebnjak viss uppmärksamhet när de stora fansen Sam och Nick uttryckte sin kärlek till varandra på Facebook. Pogrebnjak gick ut öppet och visade stöd för handlingen, vilket uppmärksammades på sociala medier.